# 중앙초등학교 (강릉시)
중앙초등학교(中央初等學校)는 대한민국 강원특별자치도 강릉시에 있는 입암동에 있는 공립 초등학교이다.

## 학교 연혁
- 1957년 4월 8일 강릉사범학교 부속국민학교로 개교
- 1962년 2월 28일 중앙국민학교로 교명 변경
- 1996년 3월 1일 중앙초등학교 교명 변경
- 2003년 9월 1일 입암동으로 신축 이전 개교
- 2019년 9월 1일 제24대 장진수 교장 부임
- 2025년 3월 1일 34학급 편성

## 학교 위치
- 1957년 4월 8일 ~ 2003년 8월 31일 : 명주로17번길 24-3 (홍제동 / 現 늘해랑유치원)
- 2003년 9월 1일 ~ (현재) : 성덕포남로 18 (입암동)

## 참고 자료
- 중앙초등학교 - 한국교육학술정보원 학교알리미